# 50米步枪卧射
50米步枪卧射比赛（英語：50 metre rifle prone）是一个基于传统的英国式比赛（English Match）的国际射击联合会射击比赛項目。参赛选手在距离靶50米处並采用卧姿，在75分钟内发射60发子弹。75分钟包括合计60分钟的实际射击时间和合计15分钟的统计用时间。

靶的直径154.4mm；其中4环直径106.4mm，9环直径26.4mm，10环直径10.4mm。靶距离地面0.75m。

50米步枪卧射比赛自1912年起成为奥运会射击比赛项目之一，但只限于男子；在一些国际赛事中都会有女子项目，但通常只计60发；而在一些地区如澳大利亚的昆士兰州，女子跟男子一样以相同规则比赛。比赛选手使用的子弹是小口径的.22 LR，而使用的步枪重量不超过8千克。
正式记分前，允许进行不限定子弹数量的试射。排名前8名的射手进入决赛；在决赛中，每位射手发射10发子弹，每发子弹的规定时间为45秒。射击用的靶分成10环，选手在资格赛中每次射击可获得最高10环，而在总决赛中则可获得最高10.9环。射手射击获得的总环数最多者获胜，总环数是资格赛获得的环数与总决赛获得的环数之和，总环数最大值是709.0环（60x10+10x10.9环），而女子世界锦标赛则为600环（60x10环）。

## 当前世界纪录
| 男子         | 资格赛 | 600环   | 维亚切斯拉夫·波切卡里夫（苏联） · 史蒂文·普莱蒂科西奇（南斯拉夫） · 简-皮埃尔·阿马特（法國） · 克里斯蒂安·克莱斯（德国） · 谢尔盖·马蒂诺夫（白俄罗斯） · 托马斯·塔马斯（美国） · 谢尔盖·马蒂诺夫（白俄罗斯） · 谢尔盖·马蒂诺夫（白俄罗斯） · 佩特·里特维切克（白俄罗斯） · 沃尔夫勒姆·魏贝尔（奥地利） · 沃尔夫勒姆·魏贝尔（奥地利） · 克里斯蒂安·鲁什（德国） · 埃里克·厄普塔拉夫特（美国） · 瓦勒里安·绍文普兰尼（法國） · 谢尔盖·马蒂诺夫（白俄罗斯） · 谢尔盖·马蒂诺夫（白俄罗斯） · 马修·埃蒙斯（美国） · 盖伊·斯塔里克（以色列） | 1989年7月13日 1991年8月29日 1994年4月27日 1996年7月25日 1997年5月23日 1998年7月28日 1998年9月4日 2000年6月8日 2003年6月11日 2003年7月18日 2004年3月3日 2004年10月27日 2005年5月11日 2005年8月26日 2006年3月29日 2007年5月9日 2008年5月18日 | 南斯拉夫萨格勒布 德国慕尼黑 古巴哈瓦那 美国亚特兰大 德国慕尼黑 西班牙巴塞罗纳 阿根廷布宜诺斯 德国慕尼黑 德国慕尼黑 捷克比尔森 悉尼 泰国曼谷 美国本宁堡 美国本宁堡 德国慕尼黑 中国广州 泰国曼谷 德国慕尼黑 | 编辑 |
| 男子         | 总决赛 | 704.8环 | 克里斯蒂安·克莱斯（德国） (600+104.8环) · 沃伦·波滕特（澳大利亚） (599+105.8环) | 1996年7月25日 2008年4月18日 | 美国阿特兰大 中国北京 | 编辑 |
| 男子         | 团体赛 | 1793环  | 奥地利（马里奥、普拉纳、魏贝尔） | 2003年7月19日 | 捷克比尔森 | 编辑 |
| 青年男子     | 个人赛 | 600环   | 史蒂文·普莱蒂科西奇（南斯拉夫） | 1991年8月29日 | 德国慕尼黑 | 编辑 |
| 青年男子     | 团体赛 | 1778环  | 德国（博申里德、哈恩、亨利·J） | 2008年7月9日 | 捷克比尔森 | 编辑 |
| 女子（ISSF） | 个人赛 | 597环   | 马瑞纳·波波科娃（俄罗斯） · 奥尔加·多伏古恩（哈萨克斯坦） · 奥尔加·多伏古恩（哈萨克斯坦） · 奥尔加·多伏古恩（哈萨克斯坦） | 1998年7月19日 2002年7月4日 2002年10月4日 2006年7月29日 | 西班牙巴塞罗纳 芬兰拉赫蒂 韩国釜山 克罗地亚萨格勒布 | 编辑 |
| 女子（ISSF） | 团体赛 | 1786环  | 苏联（切尔卡索娃、莱希亚·L、伊莲娜·S） | 1990年8月15日 | 苏联莫斯科 | 编辑 |
| 女子（CISM） | 个人赛 | 597环   | 索尼娅·普法伊尔席夫特（德国） | 2005年 | 瑞士图恩 | 编辑 |
| 女子（CISM） | 团体赛 | 1786环  | 德国（弗雷德尔、莱希纳、普法伊尔席夫特） | 2005年 | 瑞士图恩 | 编辑 |
| 青年女子     | 个人赛 | 598环   | 卡雅·B（德国） | 2000年8月3日 | 捷克比尔森 | 编辑 |
| 青年女子     | 团体赛 | 1771环  | 瑞典（本特森、卡尔松、萨克) | 2009年7月14日 | 克罗地亚奥西耶克 | 编辑 |